# Acmaeodera paradisjuncta
Acmaeodera paradisjuncta är en skalbaggsart som beskrevs av Knull 1940. Acmaeodera paradisjuncta ingår i släktet Acmaeodera och familjen praktbaggar. Inga underarter finns listade i Catalogue of Life.